# NGC 4068
NGC 4068 is een onregelmatig sterrenstelsel in het sterrenbeeld Grote Beer. Het hemelobject werd op 12 april 1789 ontdekt door de Duits-Britse astronoom William Herschel.

## Synoniemen
- IC 757
- UGC 7047
- MCG 9-20-79
- ZWG 269.31
- PGC 38148